# Mistrzostwa Polski Seniorów w Lekkoatletyce 1956
32. Mistrzostwa Polski Seniorów w Lekkoatletyce – zawody, które rozgrywane były w Zabrzu na stadionie Górnika Zabrze między 30 września a 2 października 1956.

## Rezultaty
| NR – rekord Polski \| SB – najlepszy wynik w sezonie \| PB – rekord życiowy |

### Mężczyźni
| Konkurencja:                  | 1. miejsce                                                                            | Rezultat     | 2. miejsce                                                                        | Rezultat  | 3. miejsce                                                                           | Rezultat  |
| Bieg na 100 m                 | Andrzej Żurkowski Zryw Zabrze                                                         | 10,8         | Edward Bożek Zryw Zabrze                                                          | 10,8      | Janusz Bielski AZS Warszawa                                                          | 10,9      |
| Bieg na 200 m                 | Gerard Mach CWKS Warszawa                                                             | 21,7         | Stanisław Swatowski CWKS Warszawa                                                 | 21,7      | Edward Bożek Zryw Zabrze                                                             | 21,8      |
| Bieg na 400 m                 | Stanisław Swatowski CWKS Warszawa                                                     | 47,5 SB      | Gerard Mach CWKS Warszawa                                                         | 48,0      | Werner Proske CWKS Warszawa                                                          | 48,8      |
| Bieg na 800 m                 | Zbigniew Orywał Stal Poznań                                                           | 1:50,3       | Tadeusz Matyjek AZS Olsztyn                                                       | 1:50,6    | Tadeusz Kaźmierski Unia Mątwy                                                        | 1:50,8    |
| Bieg na 1500 m                | Kazimierz Zimny CWKS Bydgoszcz                                                        | 3:46,4       | Stefan Kryża CWKS Bydgoszcz                                                       | 3:47,6    | Henryk Gralewski AZS Warszawa                                                        | 3:49,0    |
| Bieg na 5000 m                | Zdzisław Krzyszkowiak CWKS Bydgoszcz                                                  | 14:11,0      | Alojzy Graj CWKS Bydgoszcz                                                        | 14:55,4   | Zbigniew Mazur Budowlani Opole                                                       | 15:20,6   |
| Bieg na 10 000 m              | Stanisław Ożóg CWKS Kraków                                                            | 30:43,2      | Jan Szwargot CWKS Kraków                                                          | 30:44,2   | Zbigniew Mazur Budowlani Opole                                                       | 31:30,0   |
| Bieg na 110 m przez płotki    | Zygmunt Kruszyński CWKS Kraków                                                        | 14,9         | Wiesław Król Budowlani Chorzów                                                    | 14,9      | Andrzej Makowski AZS Toruń                                                           | 15,4      |
| Bieg na 200 m przez płotki    | Janusz Kotliński Start Lublin                                                         | 24,5         | Wiesław Król Budowlani Chorzów                                                    | 24,6      | Kazimierz Janiak Start Warszawa                                                      | 24,8      |
| Bieg na 400 m przez płotki    | Edward Bugała Kolejarz Stalinogród                                                    | 53,2         | Kazimierz Janiak Start Warszawa                                                   | 53,5      | Janusz Kotliński Start Lublin                                                        | 53,7      |
| Bieg na 3000 m z przeszkodami | Jerzy Chromik Górnik Zabrze                                                           | 8:55,0       | Wacław Ziółkowski CWKS Bydgoszcz                                                  | 9:11,2    | Stanisław Misiuk Kolejarz Przemyśl                                                   | 9:11,8    |
| Sztafeta 4 × 100 m            | CWKS Warszawa Gerard Mach Leonard Dobczyński Włodzimierz Olsiński Stanisław Swatowski | 42,5         | AZS Warszawa Janusz Bielski Jan Grzegorczyk Witold Dziedzic Jerzy Pilczuk         | 42,9      | CWKS Bydgoszcz Ryszard Tarnawski Zdzisław Misiak Roman Budzyński Sławomir Janczewski | 43,5      |
| Sztafeta 4 × 400 m            | CWKS Warszawa Gerard Mach Ernest Stokłosa Werner Proske Stanisław Swatowski           | 3:14,8       | Sparta Warszawa Andrzej Hopfer Tomasz Hopfer Andrzej Siennicki Andrzej Kasprzycki | 3:19,2    | Stal Poznań Zbigniew Orywał Andrzej Jakubowski Tadeusz Bartecki Władysław Preiss     | 3:20,0    |
| Chód na 20 km                 | Franciszek Szyszka AZS Gdańsk                                                         | 1:39:10,0    | Bogusław Nowacki Zryw Warszawa                                                    | 1:41:07,0 | Jerzy Łoskoczyński AZS Warszawa                                                      | 1:43:23,0 |
| Chód na 50 km                 | Kazimierz Bandrowski CWKS Warszawa                                                    | 5:18:31,0 SB | Tadeusz Nowak Sparta Łódź                                                         | 5:20:29,0 | Wiesław Sarnecki AZS Gdańsk                                                          | 5:23:25,0 |
| Skok wzwyż                    | Zbigniew Lewandowski Budowlani Wrocław                                                | 1,96         | Janusz Skupny AZS Poznań                                                          | 1,92      | Kazimierz Fabrykowski AZS Gliwice                                                    | 1,92      |
| Skok o tyczce                 | Zenon Ważny AZS Warszawa                                                              | 4,45         | Andrzej Krzesiński Sparta Gdańsk                                                  | 4,30      | Edward Adamczyk Gwardia Wrocław                                                      | 4,20      |
| Skok w dal                    | Henryk Grabowski Górnik Stalinogród                                                   | 7,40         | Zenon Frańczak Stal Stalowa Wola                                                  | 7,30      | Kazimierz Kropidłowski Sparta Gdańsk                                                 | 7,28      |
| Trójskok                      | Ryszard Malcherczyk CWKS Warszawa                                                     | 15,60 NR     | Stanisław Kowal Sparta Warszawa                                                   | 14,94     | Józef Szmidt CWKS Wrocław                                                            | 14,45     |
| Pchnięcie kulą                | Eugeniusz Kwiatkowski CWKS Bydgoszcz                                                  | 16,20        | Tadeusz Rut Kolejarz Wrocław                                                      | 15,70     | Józef Auksztulewicz CWKS Bydgoszcz                                                   | 15,56     |
| Rzut dyskiem                  | Tadeusz Rut Kolejarz Wrocław                                                          | 50,32        | Eugeniusz Wachowski AZS Poznań                                                    | 49,31     | Edmund Piątkowski Włókniarz Łódź                                                     | 49,04     |
| Rzut młotem                   | Tadeusz Rut Kolejarz Wrocław                                                          | 56,97        | Kazimierz Kunat CWKS Warszawa                                                     | 56,80     | Bohdan Towpik Sparta Łódź                                                            | 54,64     |
| Rzut oszczepem                | Janusz Sidło Sparta Warszawa                                                          | 78,02        | Andrzej Walczak Kolejarz Wrocław                                                  | 75,43     | Zbigniew Radziwonowicz CWKS Warszawa                                                 | 71,77     |
| Dziesięciobój                 | Bernard Gmura Gwardia Bydgoszcz                                                       | 5550 pkt. SB | Andrzej Mankiewicz Sparta Warszawa                                                | 5494 pkt. | Kazimierz Trawka Kolejarz Wrocław                                                    | 5432 pkt. |

### Kobiety
| Konkurencja:              | 1. miejsce                                                                     | Rezultat     | 2. miejsce                                                                 | Rezultat  | 3. miejsce                                                                              | Rezultat  |
| Bieg na 100 m             | Teresa Siedlaczek Unia Chorzów                                                 | 12,4         | Celina Jesionowska CWKS Warszawa                                           | 12,4      | Elżbieta Ćmok Stal Stalinogród                                                          | 12,5      |
| Bieg na 200 m             | Eulalia Caban CWKS Bydgoszcz                                                   | 25,3         | Lidia Zajdel Stal Mielec                                                   | 25,8      | Teresa Siedlaczek Unia Chorzów                                                          | 25,9      |
| Bieg na 400 m             | Beata Żbikowska CWKS Bydgoszcz                                                 | 57,6 SB      | Michalina Wawrzynek Stal Stalinogród                                       | 57,8      | Bożena Pestka Sparta Gdańsk                                                             | 58,5      |
| Bieg na 800 m             | Halina Gabor Włókniarz Otmęt                                                   | 2:18,8       | Bożena Pestka Sparta Gdańsk                                                | 2:19,2    | Halina Grodecka Gwardia Warszawa                                                        | 2:20,5    |
| Bieg na 80 m przez płotki | Barbara Gaweł Stal Poznań                                                      | 11,6         | Janina Słowińska CWKS Bydgoszcz                                            | 11,6      | Ewa Weselska Górnik Zabrze                                                              | 11,8      |
| Sztafeta 4 × 100 m        | AZS Kraków Zdzisława Hausner Barbara Lerczak Bogumiła Marciniszyn Maria Kusion | 48,2         | CWKS Bydgoszcz Brygida Sobiechowska Slapan Gabriela Nowak Janina Słowińska | 49,3      | Stal Stalinogród Elżbieta Ćmok Michalina Wawrzynek Krystyna Wontroba Stefania Jankowska | 49,7      |
| Skok wzwyż                | Róża Toman Budowlani Chorzów                                                   | 1,51         | Stefania Furmaniak Budowlani Chorzów                                       | 1,46      | Jarosława Jóźwiakowska AZS Gdańsk                                                       | 1,46      |
| Skok w dal                | Maria Kusion AZS Kraków                                                        | 5,81         | Janina Słowińska CWKS Bydgoszcz                                            | 5,65      | Barbara Legawiec Włókniarz Sosnowiec                                                    | 5,63      |
| Pchnięcie kulą            | Jadwiga Klimaj OWKS Kraków                                                     | 14,52 NR     | Eugenia Rusin Gwardia Gdańsk                                               | 14,04     | Maria Michalak CWKS Warszawa                                                            | 13,30     |
| Rzut dyskiem              | Jadwiga Klimaj OWKS Kraków                                                     | 45,57        | Helena Dmowska Start Warszawa                                              | 44,63     | Kazimiera Sobocińska CWKS Warszawa                                                      | 42,73     |
| Rzut oszczepem            | Anna Wojtaszek Budowlani Opole                                                 | 49,63        | Jadwiga Majka CWKS Warszawa                                                | 48,62     | Urszula Figwer AZS Kraków                                                               | 48,38     |
| Pięciobój                 | Barbara Gaweł Stal Poznań                                                      | 4204 pkt. SB | Ewa Weselska Górnik Zabrze                                                 | 3711 pkt. | Krystyna Aleksanderek Stal Radom                                                        | 3459 pkt. |

## Biegi przełajowe
28. mistrzostwa Polski w biegach przełajowych rozegrano 15 kwietnia w Opolu. Kobiety rywalizowały na dystansie 0,8 kilometra i 1,5 km, a mężczyźni na 3 km, na 6 km i na 12 km.

### Mężczyźni
| Konkurencja:            | 1. miejsce                    | Rezultat | 2. miejsce                           | Rezultat | 3. miejsce                        | Rezultat |
| Bieg przełajowy (3 km)  | Henryk Gralewski AZS Warszawa | 7:53,4   | Wacław Ziółkowski CWKS Bydgoszcz     | 8:01,5   | Stefan Kryża CWKS Bydgoszcz       | 8:02,8   |
| Bieg przełajowy (6 km)  | Alojzy Graj CWKS Bydgoszcz    | 16:51,2  | Kazimierz Zimny CWKS Bydgoszcz       | 16:58,4  | Mieczysław Lewicki Kolejarz Toruń | 17:04,5  |
| Bieg przełajowy (12 km) | Jerzy Chromik Górnik Zabrze   | 33:01,2  | Zdzisław Krzyszkowiak CWKS Bydgoszcz | 33:03,3  | Jan Szwargot CWKS Kraków          | 33:31,0  |

### Kobiety
| Konkurencja:             | 1. miejsce                           | Rezultat | 2. miejsce                     | Rezultat | 3. miejsce                      | Rezultat |
| Bieg przełajowy (0,8 km) | Michalina Wawrzynek Stal Stalinogród | 2:28,8   | Beata Żbikowska CWKS Bydgoszcz | 2:32,2   | Mirosława Nowaczyk Doker Gdynia | 2:32,6   |
| Bieg przełajowy (1,5 km) | Halina Gabor Włókniarz Otmęt         | 4:03,0   | Bożena Pestka Sparta Gdańsk    | 4:07,8   | Irena Zarzycka Sparta Warszawa  | 4:14,4   |

## Bieg maratoński
Mistrzostwa Polski w biegu maratońskim mężczyzn rozegrano 23 września w Gorzowie Wielkopolskim.
| Konkurencja:    | 1. miejsce                   | Rezultat  | 2. miejsce                    | Rezultat  | 3. miejsce                            | Rezultat  |
| Bieg maratoński | Benedykt Gugała Olsza Kraków | 2:42:10,2 | Marian Domagała Polonia Bytom | 2:43:12,6 | Napoleon Dzwonkowski Sparta Włocławek | 2:43:36,2 |